# NSB Type 32
Die norwegische Dampflokomotivbaureihe Type 32 wurde zwischen 1915 und 1921 von Baldwin Locomotive Works, der Vagn- & Maskinfabriksaktiebolaget Falun und Hamar Jernstøberi (deutsch Eisengießerei Hamar) für die Norges Statsbaner (NSB), die staatliche Bahngesellschaft in Norwegen, gebaut. Zwei Lokomotiven erhielt zudem die Norsk Hoved-Jernbane (NHJ) als Zweitbesetzung der Baureihe D.

## Geschichte
Die Tenderlokomotiven mit Heusinger-Steuerung wurden für den Einsatz auf der Dovrebane als Schiebe- und Vorspannlok konstruiert. Sie bewährte sich zudem für Lokalzüge und wurde daher in Oslo, Stavanger, Bergen und Trondheim eingesetzt.
Auf der Dovrebane waren die Lokomotiven in Trondheim, Støren, Drivstua und Dombås dauerhaft stationiert, um die Zugloks bei den Steigungen zu unterstützen.
In Narvik und auf der Ofotbane wurden die Loks der Baureihen 32b und 32c für Bauzüge eingesetzt und fuhren nur gelegentlich Planzüge.
Die Unterbauarten unterschieden sich nur wenig. So waren die 32b und 32c etwas länger als die 32a, Unterschiede bestanden zudem bei der Heizfläche und der Überhitzerheizfläche.

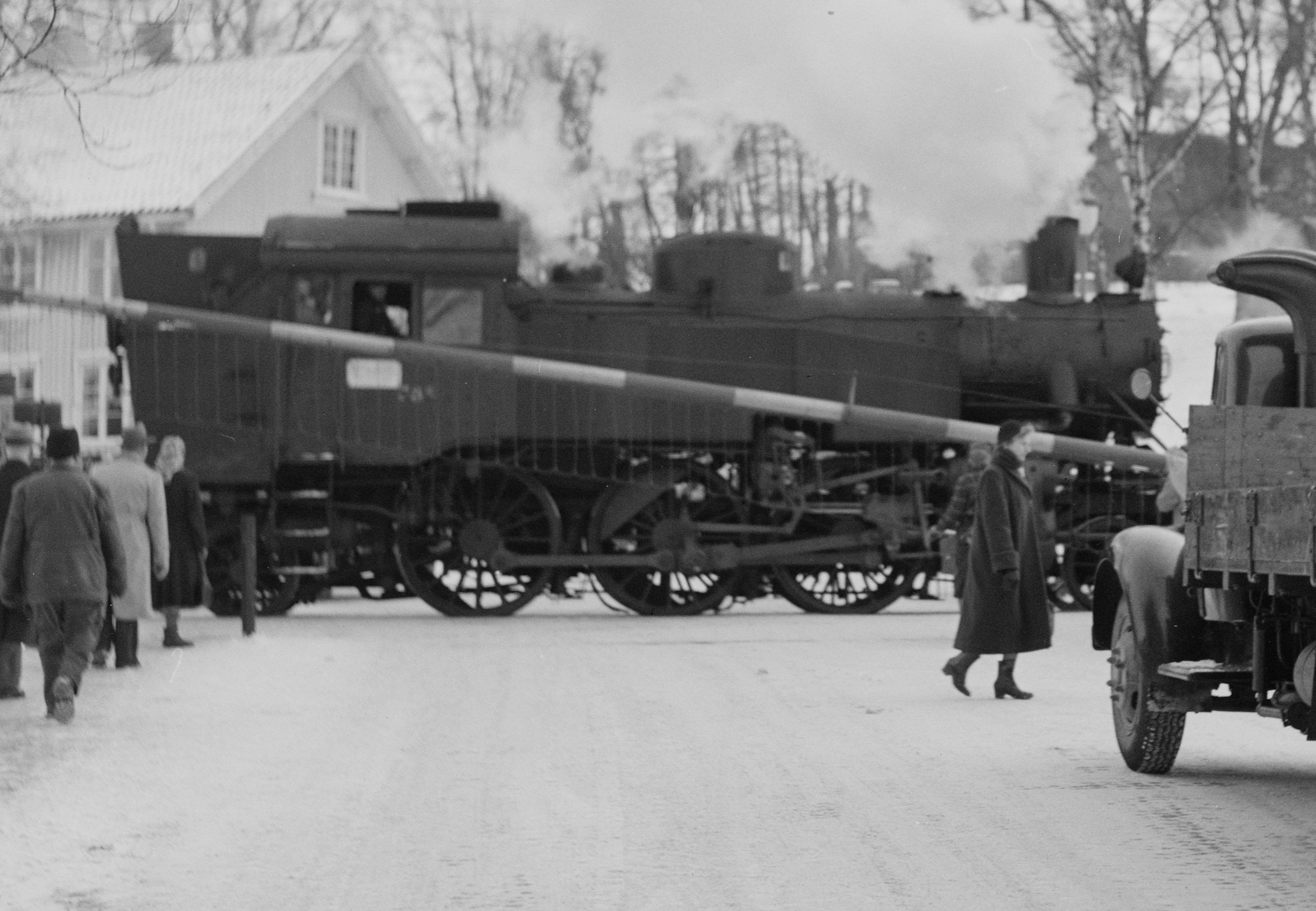
NSB Type 32 mit unbekannter Nummer

### Type 32a
Sieben Lokomotiven dieser Bauart wurden 1915 von Hamar Jernstøberi gebaut. Ein Nachbau von drei Maschinen erfolgte 1921, diese lieferte die schwedische Lokomotivfabrik Vagn- & Maskinfabriksaktiebolaget Falun.

### NHJ D"
Auf Grund der guten Erfahrungen erfolgten 1917 Nachbestellungen bei Baldwin. Davon wurden die Fabriknummern 45940 und 45941 an die Norsk Hoved-Jernbane geliefert. Dabei wurde mit den Nummern D13 und 14 die Baureihe NHJ D zum zweiten Mal belegt. Bei der am 4. März 1926 erfolgte Übernahme der NHJ als Oslo distrikt in die Norges Statsbaner (NSB), die staatliche Bahngesellschaft in Norwegen, wurden die beiden Lokomotiven mit gleichbleibenden Betriebsnummern in die Baureihe 32b eingereiht.

### Type 32b
Weitere fünf Lokomotiven von Baldwin wurden direkt an NSB geliefert. Die Fabriknummer 45837 und 45839 wurden noch 1917 abgeliefert, die drei anderen Lokomotiven mit früheren Fabriknummern aus dem gleichen Bestelllos folgten erst 1918. Bei diesen Baldwin-Lokomotiven traten Probleme mit der Gewichtsverteilung auf. Die hinterste Antriebsachse hatte eine zu niedrige Achslast. Dieses Problem wurde bei den Lieferungen der 32c behoben.

### Type 32c
1919 erfolgte eine Bestellung von weiteren sechs Lokomotiven bei Baldwin. Wie bei den 32b erfolgte die Lieferung in den Jahren 1920 und 1921 nicht in der Reihenfolge der Fabriknummern.

## Einsatz und Verbleib
32b 13 und 32b 14 waren von 1940 bis 1941 in Narvik stationiert. Die Lokomotiven 32b 335 und 32c 390 wurden vor allem für die Oberleitungsrevision und -reparatur verwendet. Bei Stromausfall übernahmen sie die Regionalzüge.
Als erste Lok wurde die 32c 384 am 15. Dezember 1954 ausgemustert. Ein Großteil folgte in den Jahren 1955 bis 1965. Vorletzte Lok im Dienst war die 32a 290, die am 8. Februar 1967 außer Dienst gestellt wurde und die letzte, die 32a 288, folgte am 21. April 1969. Sie ist die einzige erhaltene Lokomotive dieser Bauart und in der Lokhalle des Norsk Jernbanemuseum in Hamar ausgestellt.